# 胥姓
胥姓為中文姓氏之一，在《百家姓》中排名第285位。

## 起源
胥姓，中华传统汉族姓氏之一，是晋国六卿之一。 胥读音为“xū”，与虚同音。胥姓来源有三种说法，分别是学者说、典籍说、家谱说。学者说主张胥姓是上古氏族华胥氏、赫胥氏后代，典籍说主张胥氏祖先为晋国大夫胥臣，而家谱则显示胥姓来源于姬姓。在古代，胥姓的望族大多出自于吴兴。胥姓在《百家姓》中排名第285位。在2013年全国姓氏人口排名第267位。 21世纪胥氏主要分布在四川、山西、安徽等地。胥姓人口较少，约20万人，占全国总人口0.01%。

## 延伸阅读
[在维基数据编辑]
 《百家姓》
 《欽定古今圖書集成·明倫彙編·氏族典·胥姓部》，出自陈梦雷《古今圖書集成》